# Teleférico Iquique-Alto Hospicio
El Teleférico Iquique-Alto Hospicio es un proyecto que conectará las comunas de Iquique y Alto Hospicio en la Región de Tarapacá, Chile.

## Historia
En junio de 2013 la empresa Nueva Vía Consultores Ltda presentó al Ministerio de Obras Públicas un proyecto de teleférico público con una inversión de 45 millones de dólares para conectar las comunas de Iquique y Alto Hospicio. La idea fue aceptada y clasificada como prioritaria por la Coordinación de Concesiones de la cartera, y entró a la etapa de prediseño.
Tras el Terremoto de Iquique de 2014, el gobierno de Michelle Bachelet le dio prioridad al proyecto y se esperaba su licitación en 2017. Sin embargo, Nueva Vía Consultores en mayo de 2017 solicitó reestudiar la propuesta y suspendió la tramitación de la licitación.
Para las elecciones presidenciales de 2017, Sebastián Piñera incluyó la construcción del teleférico Iquique-Alto Hospicio como una de sus promesas de campaña.
En agosto de 2020, Piñera presentó un plan que consideraba la agilización para la licitación y construcción de 31 proyectos por medio del sistema de concesiones de obras públicas, incluyendo este teleférico para antes de 2021. No obstante, el proyecto fue congelado hasta 2023, cuando el presidente Gabriel Boric anunció en la presentación del presupuesto 2024 la construcción del proyecto. 